# Garwolin (gmina wiejska)
Garwolin (do 1954 gmina Wola Rębkowska) – gmina wiejska w województwie mazowieckim, w powiecie garwolińskim. W latach 1975–1998 gmina położona była w województwie siedleckim.
Siedzibą władz gminy jest miasto Garwolin.
Według danych z 30 czerwca 2007 gminę zamieszkiwało 12 114 osób.

## Struktura powierzchni
Gmina zajmuje obszar 136 km², w tym:
- użytki rolne: 55,3%,
- lasy: 32,6%.

Gmina stanowi 10,59% powierzchni powiatu.

## Położenie

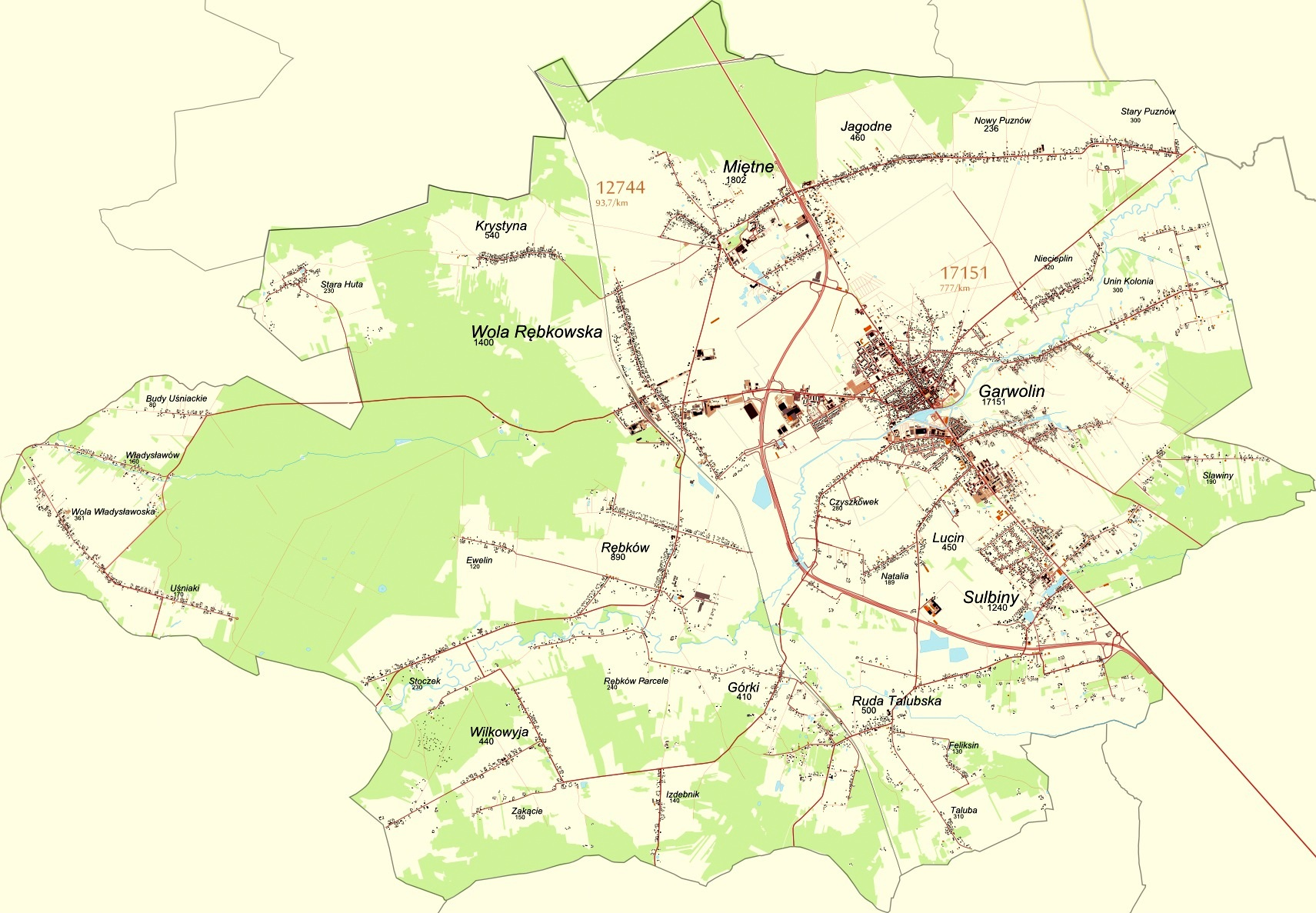
Plan gminy Garwolin i miasta Garwolin

Gmina Garwolin leży w południowo-wschodniej części województwa mazowieckiego, na Równinie Garwolińskiej stanowiącej część Niziny Środkowomazowieckiej, usytuowanej po obu stronach rzeki Wilgi, przecinającej gminę w kierunku wschód-zachód.

Gminę okalają lasy, które jeszcze w XVIII w. pokrywały niemal cały jej teren. Wśród drzew są 52 drzewa uznane za pomniki przyrody.

## Infrastruktura
Przez gminę przebiega droga krajowa nr 17, łącząca aglomeracje warszawską i lubelską z polsko-ukraińskim przejściem granicznym w Hrebennem.

Przez teren gminy przebiega linia kolejowa Warszawa – Lublin.

## Demografia

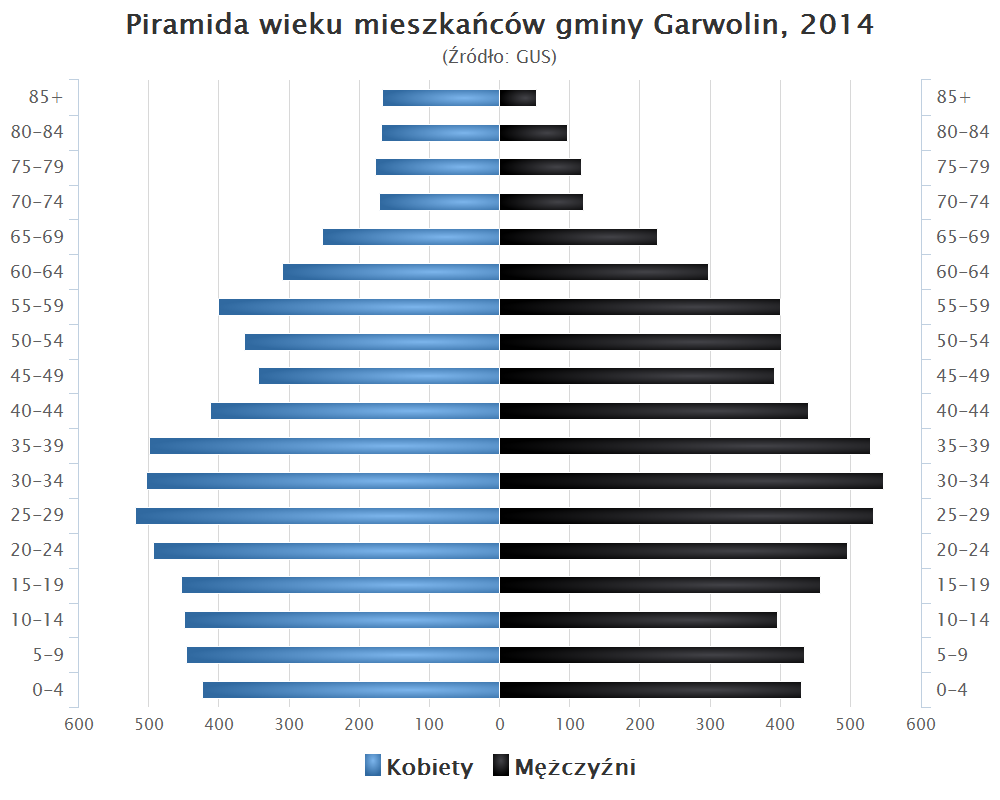
Piramida wieku mieszkańców gminy Garwolin w 2014 roku

Dane z 30 czerwca 2004:
| Opis                              | Ogółem | Ogółem | Kobiety | Kobiety | Mężczyźni | Mężczyźni |
| --------------------------------- | ------ | ------ | ------- | ------- | --------- | --------- |
| jednostka                         | osób   | %      | osób    | %       | osób      | %         |
| populacja                         | 11 744 | 100    | 5963    | 50,8    | 5781      | 49,2      |
| gęstość zaludnienia (mieszk./km²) | 86,4   | 86,4   | 43,8    | 43,8    | 42,5      | 42,5      |

## Sołectwa
Budy Uśniackie, Czyszkówek, Ewelin, Górki, Izdebnik, Jagodne, Krystyna, Lucin-Natalia, Miętne, Niecieplin, Nowy Puznów, Parcele Rębków, Rębków, Ruda Talubska, Sławiny, Stara Huta, Stary Puznów, Stoczek, Sulbiny, Taluba-Feliksin, Unin-Kolonia, Uśniaki, Wilkowyja, Władysławów, Wola Rębkowska, Wola Władysławowska, Zakącie.

## Pozostałe miejscowości
Henryczyn, Huta Garwolińska, Marianów, Siedem Mórg.

## Szkoły, przedszkola, żłobki
- Szkoła Podstawowa im. Orła Białego w Michałówce
- Szkoła Podstawowa im. Ks. Bronisława Markiewicza w Rudzie Talubskiej
- Zespół Szkolno-Przedszkolny w Woli Rębkowskiej
- Szkoła Podstawowa im. Armii Krajowej w Rębkowie
- Szkoła Podstawowa im. Marii Wójcik w Wilkowyi
- Szkoła Podstawowa w Woli Władysławowskiej
- zlikwidowane Gimnazjum im. Jana Pawła II w Woli Rębkowskiej
- Przedszkole „Leśne Skrzaty” w Michałówce
- Przedszkole „Bajkowa Kraina” w Sulbinach
- Żłobek w Sulbinach
- Niepubliczne Przedszkole „Bajkolandia” w Sulbinach

## Sąsiednie gminy
Borowie, Miasto Garwolin, Górzno, Łaskarzew, Osieck, Parysów, Pilawa, Sobienie-Jeziory, Wilga